# بوهدالوو
بوهدالوو (به چکی: Bohdalov) یک منطقهٔ مسکونی در جمهوری چک است که در ناحیه ژدار ناد سازاووو واقع شده‌است. بوهدالوو ۱۶٫۱۷ کیلومتر مربع مساحت و ۱٬۱۳۳ نفر جمعیت دارد و ۵۷۰ متر بالاتر از سطح دریا واقع شده‌است.